# У мојој глави 2
У мојој глави 2 (енгл. Inside Out 2) америчка је анимирана филмска комедија из 2024. Режију потписује Келси Мен, по сценарију Мег Лефов и Дејва Холстајна. Наставак је филма У мојој глави (2015). Гласове позајмљују: Ејми Полер, Маја Хок, Кенсингтон Толман, Лајза Лапира, Тони Хејл, Луис Блек, Филис Смит и Ајо Едебири. Прати наставак пустоловина Рајлиних емоција којима се придружују нове емоције које желе да преузму Рајлину главу.
Премијера је приказана 10. јуна 2024. у Лос Анђелесу, након чега је од 14. јуна 2024. приказиван у биоскопима у Сједињеним Америчким Државама, односно 13. јуна исте године у Србији. Добио је позитивне рецензије критичара и зарадио 1,699 милијарди долара широм света, што га је у време изласка учинило анимираним филмом са највећом зарадом свих времена. Филм је са највећом зарадом из 2024. и анимирани филм који је најбрже зарадио милијарду долара.

## Радња
Гласићи у Рајлиној глави познају је врло добро, међутим промене су извесне и то баш у тренутку када главна команда почне изненада да се руши како би се направио простор за нешто потпуно неочекивано, нову емоцију. Дотадашња Радост, Туга, Бес, Страх и Гађење, који успешно воде операцију на свим нивоима, нису сигурни како се осећају када се пред њима појави Анксиозност. Делује као да она није сама.

## Гласовне улоге
| Улога               | Енглески глас       | Српски глас           |
| ------------------- | ------------------- | --------------------- |
| Радост              | Ејми Полер          | Андријана Оливерић    |
| Анксиозност         | Маја Хок            | Анђела Алавиревић     |
| Рајли               | Кенсингтон Толман   | Андреа Влајић         |
| Гађење              | Лајза Лапира        | Јелена Гавриловић     |
| Страх               | Тони Хејл           | Владимир Нићифоровић  |
| Бес                 | Луис Блек           | Срђан Чолић           |
| Туга                | Филис Смит          | Злата Нуманагић       |
| Завист              | Ајо Едебири         | Нађа Јаковљевић       |
| Валентина           | Лилимар             | Исидора Бркић         |
| Грејс               | Грејс Лу            | Софија Маричић        |
| Бри                 | Сумаја Нуридин Грин | Луча Навојец          |
| Смор                | Адел Егзархопулос   | Ива Мишовић Лоренс    |
| Мама                | Дајана Лејн         | Христина Поповић      |
| Тата                | Кајл Маклохлан      | Небојша Миловановић   |
| Стид                | Пол Волтер Хаузер   | Бранислав Ћалић       |
| Тренерка Робертс    | Ивет Никол Браун    | Милена Предић         |
| Блуфи               | Рон Фунчез          | Игор Блажевић         |
| Ленс Слешблејд      | Јонг Јеа            | Вукашин Јовановић     |
| Ташница             | Џејмс Остин Џонсон  | Владан Милић          |
| Дубока Мрачна Тајна | Стив Персел         | Милорад Лазовић       |
| Полицајац Френк     | Дејв Гелз           | Милан Живадиновић     |
| Предрадник          | Кирк Тачер          | Димитрије Илић        |
| Полицајац Дејв      | Френк Оз            | Марко Кон             |
| Мамин бес           | Пола Пел            | Катарина Јанковић     |
| Носталгија          | Џун Сквиб           | Драга Ћирић Живановић |
| Татин бес           | Пит Доктер          | Милан Бобић           |
| Заборављачица Пола  | Пола Паундстоун     | Јелена Ђоковић        |
| Фриц                | Џон Раценбергер     | Бранислав Ћалић       |
| Марџи               | Сарају Блу          | Милица Костић         |
| Џејк                | Фли                 | Бранислав Ћалић       |
| Заборављач Боби     | Боби Мојнихан       | Горан Вукојчић        |
| Спикер              | Кендал Којн Шофилд  | Јована Дамјановић     |